# Mimetisme vavilovià

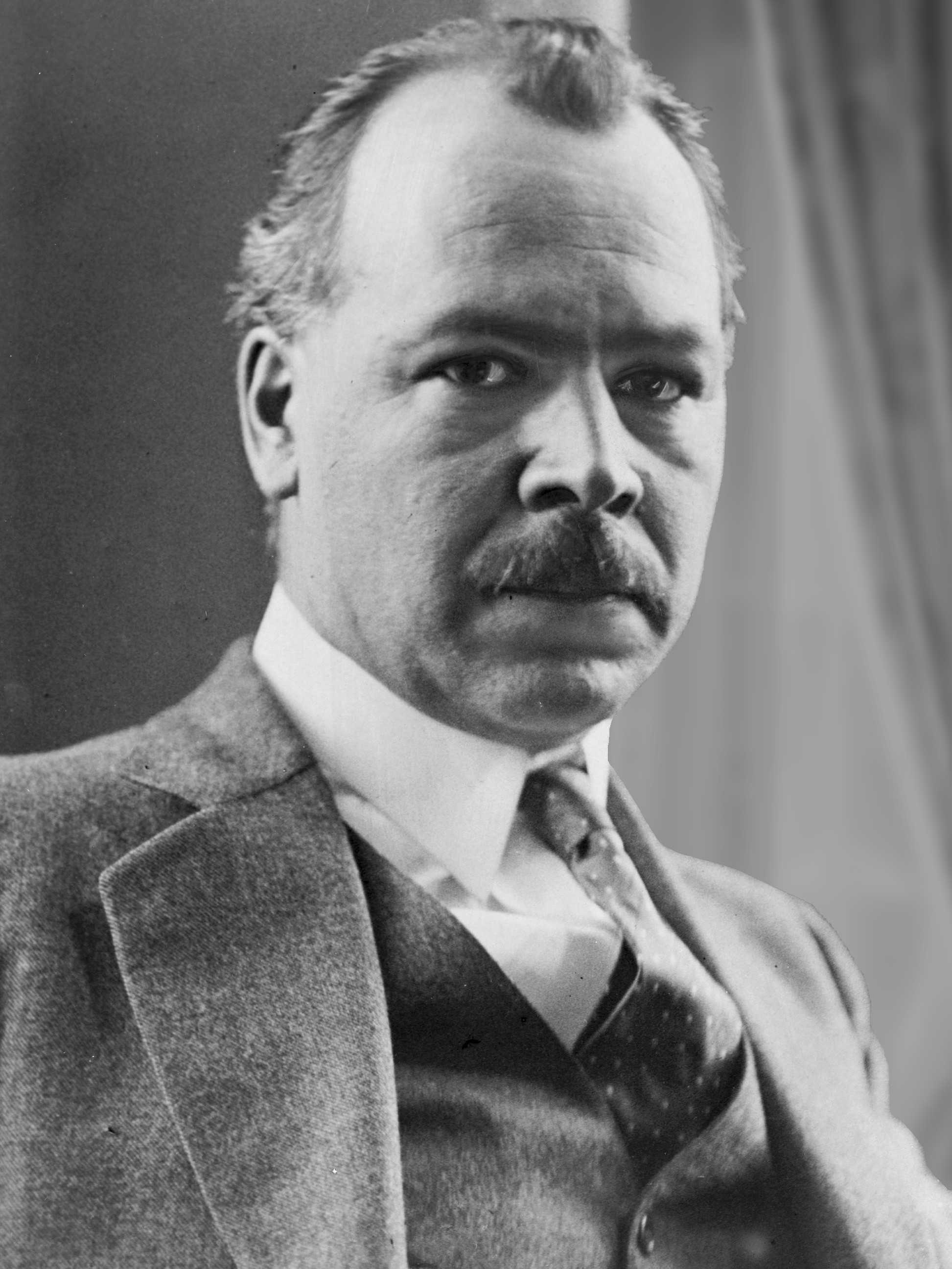
Nikolai Ivànovitx Vavílov

El mimetisme vavilovià (també s'anomena mimetisme en els conreus o mimetisme de les males herbes) és una adaptació de les plantes descoberta per Nikolai Vavílov. En aquest mimetisme la mala herba (planta adventícia) passa a compartir una o més característiques de la planta cultivada a través del pas de generacions de selecció artificial. La selecció en contra de la mala herba es fa eliminant les plantes d'aquesta que es trobin en el camp de conreu i/o garbellant les llavors de les adventícies. Això s'ha anat fent manualment des del Neolític i més recentment amb la maquinària adient.
El mimetisme vavilovià és un bon exemple de selecció no intencionada feta pels humans. És un cas similar a la resistència als antibiòtics o la resistència als herbicides. El mimetisme vavilovià pot portar a la domesticació de les llavors de les males herbes. Vavílov anomenava aquestes llavors de males herbes convertides en conreades conreus secundaris.

## Classificació i comparacions

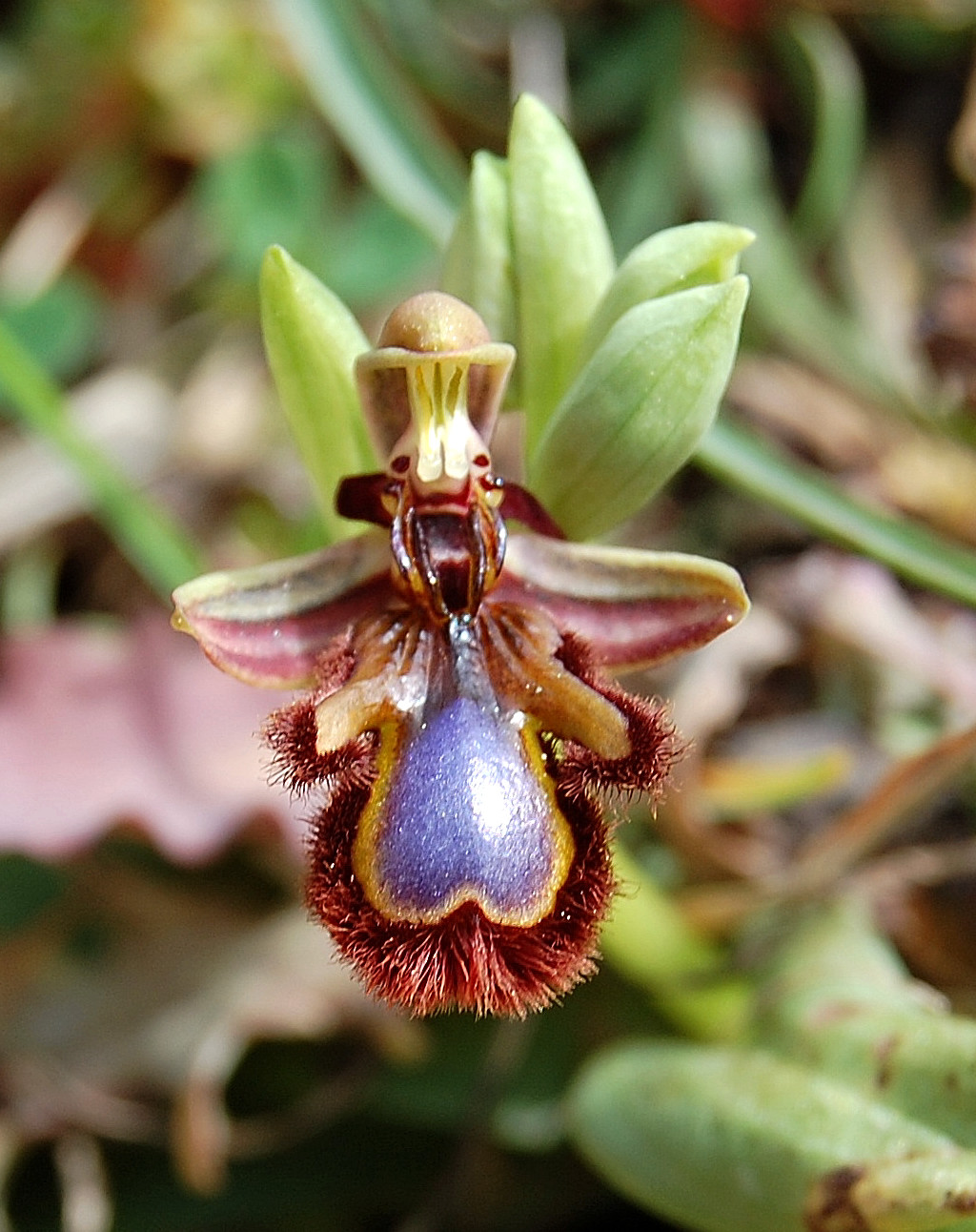
Ophrys ciliata (i altres del seu gènere) mimetitza les femelles de l'insecte pol·linitzador, els mascles amb els seus moviments copulatius les pol·linitzen.

El mimetisme vavilovià es pot classificar com a reproductiu, agressiu, parasític i, en el cas de conreus secundaris, mutualistic.

## Exemples

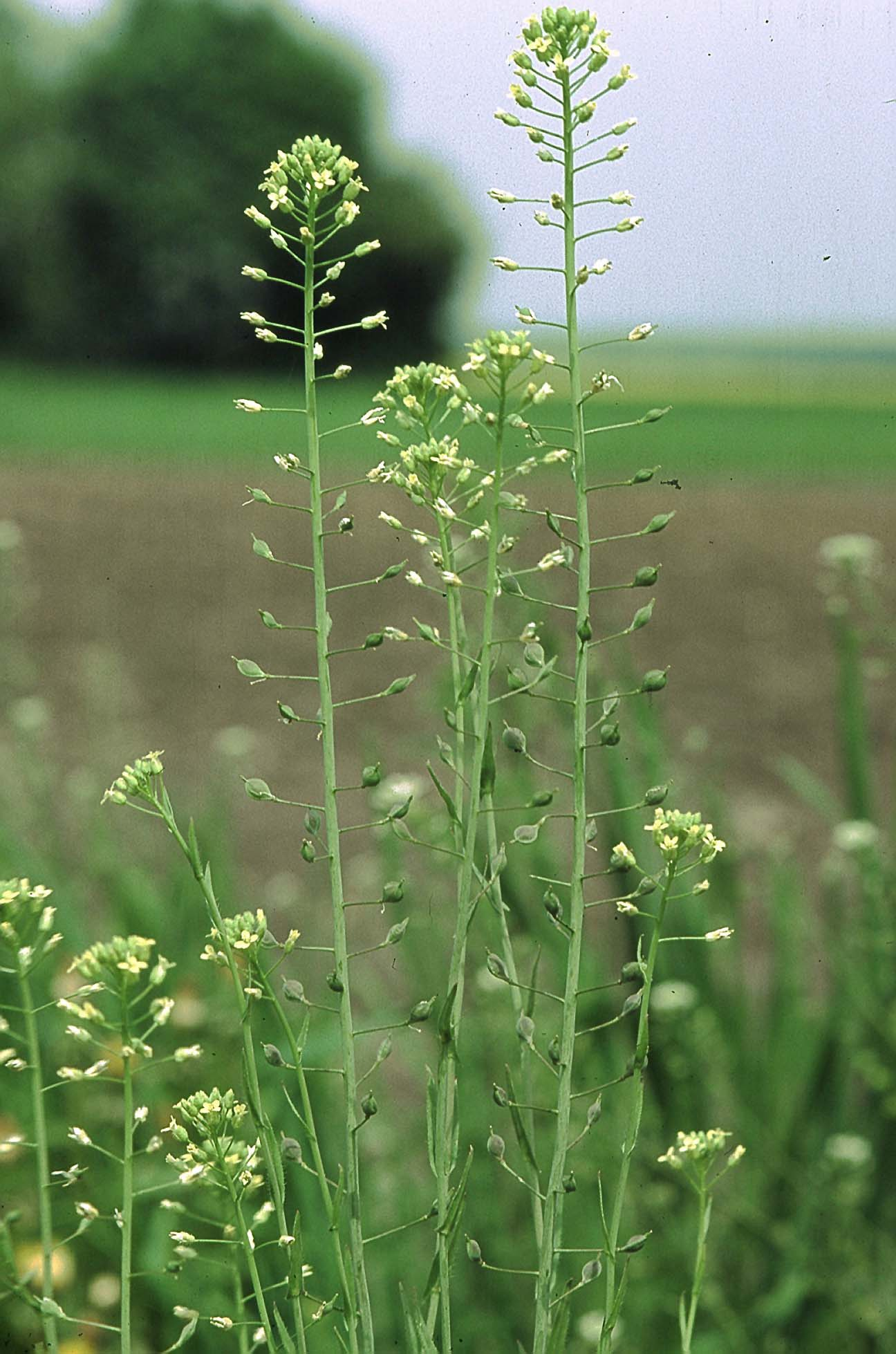
Camelina sativa o lli fals.

La mala herba del lli, Camelina gabrata, s'ha convertit en la Camelina sativa al llarg de generacions, adaptant la mida de les llavors a les del conreu de lli i així ha pogut anar sobrevivint al garbellat. A més la mida de tota la planta s'ha anat aproximant a la del lli.

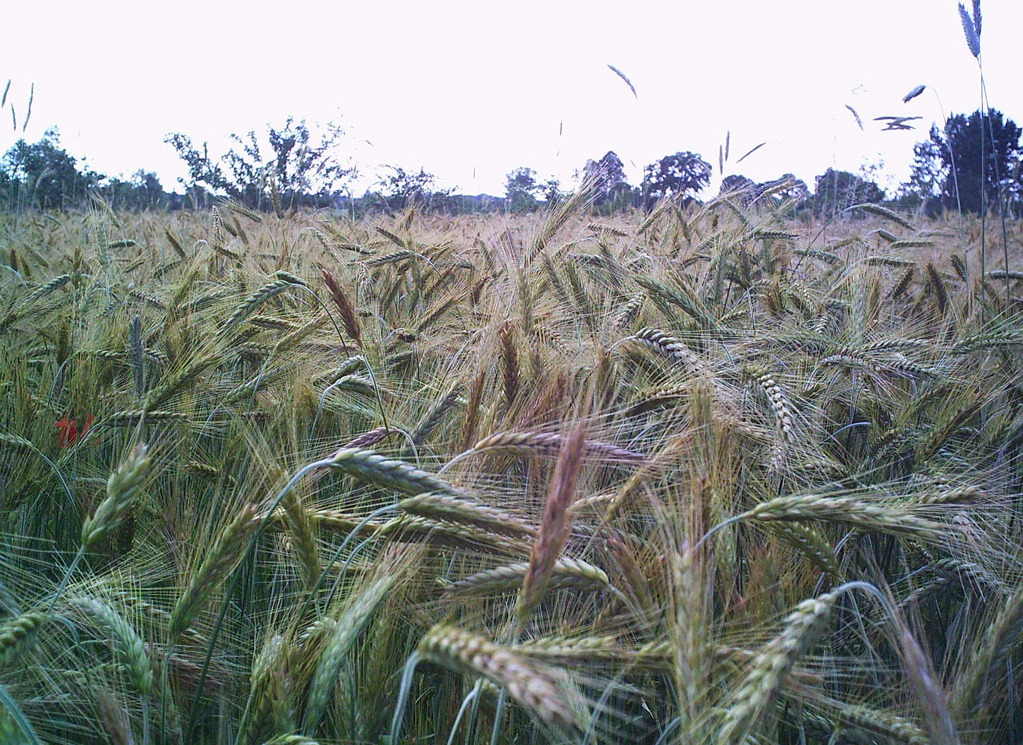
El sègol és un conreu secundari, originalment era una mala herba mimètica del blat.

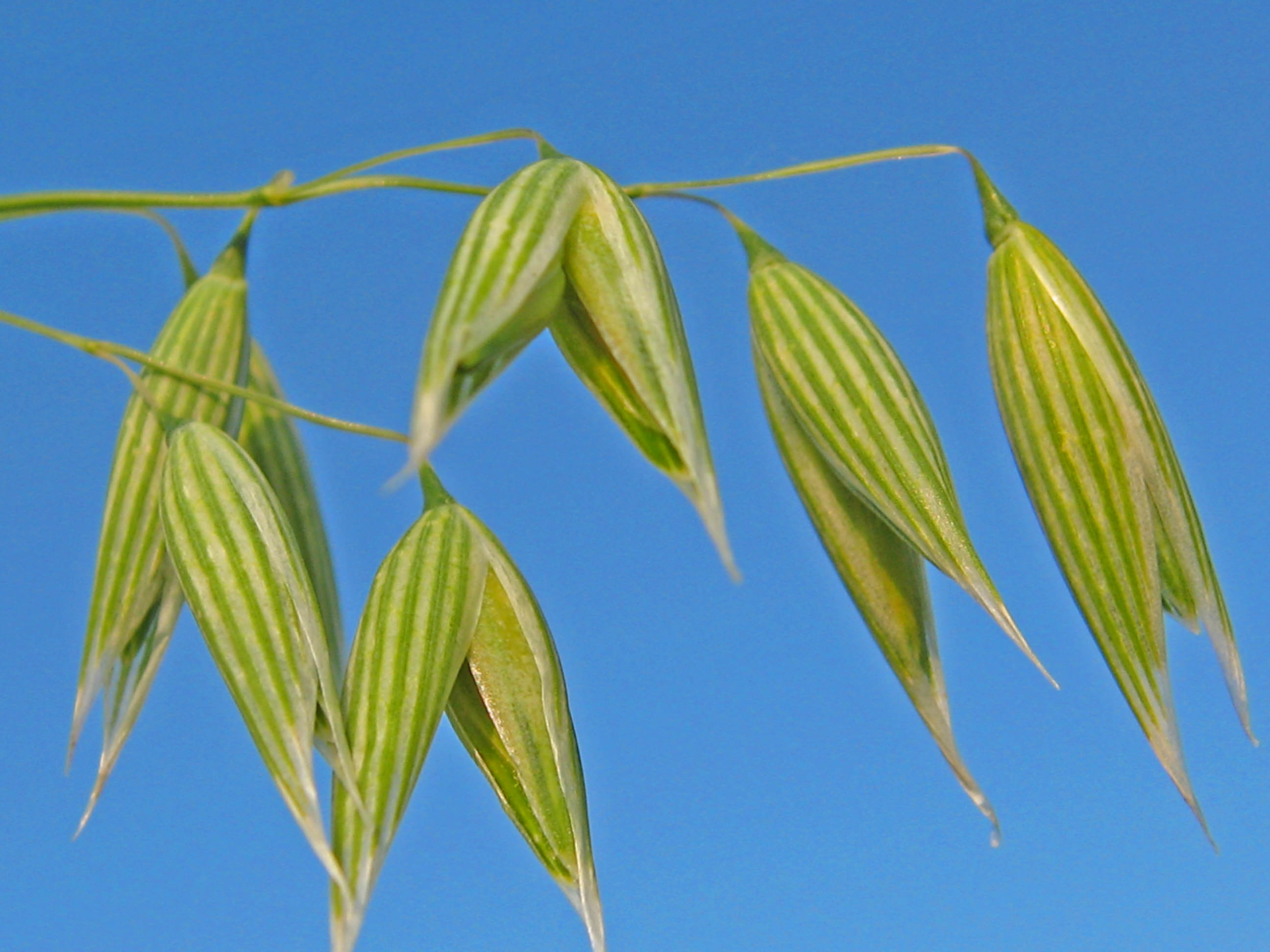
La civada ha anat evolucionant des d'una mala herba del gènere Avena: Avena fatua.

En el cas de l'arròs Echinochloa oryzoides, és una mala herba amb llavors molt similars a la del conreu i difícils de separar, similitud que augmenta a través de les generacions degut al sistema de collita i de separació.